# Friedrich Blaul
Friedrich Blaul (20 novembre 1889 - 3 octobre 1947) est un Generalstabsarzt allemand de la Seconde Guerre mondiale.

## Biographie
Friedrich Blaul, ou Fritz, naît le 20 novembre 1889, à Metz, une ville de garnison animée d'Alsace-Lorraine. Avec sa ceinture fortifiée, Metz est alors la première place forte du Reich allemand, constituant une pépinière d'officiers supérieurs et généraux. Comme son compatriote Hans-Henning von Fölkersamb, le jeune Friedrich Blaul se tourne naturellement vers une carrière militaire, mais dans les services de santé.

### Première Guerre mondiale
Fritz Blaul s’engage le 8 août 1914 pour défendre son pays. Unterarzt der Reserve le 10 octobre 1914, il est promu Assistenzarzt der Reserve le 27 mars 1915. Friedrich Blaul devient officier d’active le 19 mai 1915. Le 29 janvier 1917, il est promu Oberarzt, médecin militaire. Il restera Oberarzt jusqu'à la fin du conflit.

### Entre-deux-guerres
Après la guerre, Blaul poursuit sa carrière dans les services de santé de l’armée allemande. Il est promu Stabsarzt, équivalent au grade de capitaine, le 1er mars 1922. Friedrich Blaul est transféré dans les services de santé de la Luftwaffe, en tant que Stabsarzt, le 1er avril 1938. A la veille de la Seconde Guerre mondiale, Blaul est promu Oberstarzt, colonel, le 1er février 1939. 

### Seconde Guerre mondiale
Dès le 1er août 1939, Friedrich Blaul est promu Generalarzt, équivalent au grade de général de brigade  dans les services de santé de la Luftwaffe. Le 1er août 1941, Blaul est promu Generalstabsarzt, équivalent au grade de général de division dans les services de santé. Le 31 juillet 1942, Blaul quitte les services de santé de la Luftflotte 4 pour la réserve, où il conserve cependant ses fonctions, à la disposition du Luftgau-Ausbildung-Abteilung 7. En mai 1943, il reprend du service à l’hôpital militaire d’Ebersteinburg, puis au sanatorium de la Luftwaffe de Bad Schachen, d’avril 1944 à mai 1945
Friedrich Blaul décèdera le 3 octobre 1947 à Linden, en Allemagne.

## Décorations
- Eisernes Kreuz 1914 IIe et Ire classes.
- Königlich Bayerischer Militär-Verdienstorden, mit Schwertern,  IVe classe.
- Königlich Bayerischer Militär-Sanitätsorden, IIe classe.
- Kaiserlich und königlich Österreich-Ungarn Ehrenzeichen vom Roten Kreuz, IIe classe.
- Verwundetenabzeichen, 1918 en bronze.
- Ehrenkreuz für Frontkämpfer
- Wehrmacht-Dienstauszeichnung, IVe à Ire classes.